# John E. Sarno
Pour les articles homonymes, voir Sarno (homonymie).
John Ernest Sarno Jr., ou John E. Sarno, né le 23 juin 1923 à Williamsburg (Brooklyn), et mort le 22 juin 2017 à Danbury (Connecticut),,, est un professeur de médecine de réadaptation à la New York University School of Medicine et un médecin traitant au Rusk Institute of Rehabilitation Medicine de New York .
En 1965, il est nommé directeur du service ambulatoire au Rusk Institute. Il est à l'origine du diagnostic du syndrome de myosite en tension (TMS), maladie psychosomatique controversée, également appelée syndrome myoneural de tension.

## Formation
John E. Sarno est diplômé du Kalamazoo College à Kalamazoo (Michigan) en 1943 et du Columbia University Vagelos College of Physicians and Surgeons (Université Columbia) en 1950.

## Syndrome de myosite de tension TMS
La réalisation la plus notoire de John E. Sarno est le développement, le diagnostic et le traitement du syndrome myoneural de tension (en) (TMS), qui n'est ni validé par le milieu médical, ni par des études scientifiques reconnues. Selon John E. Sarno, la TMS serait une maladie psychosomatique provoquant des douleurs chroniques au dos, au cou et aux membres, qui ne sont pas soulagées par les traitements médicaux standard. Elle engendrerait d'autres affections, telles que des problèmes gastro-intestinaux, des troubles dermatologiques et des lésions dues à des contraintes répétitives en tant que TMS. John E. Sarno affirmait avoir traité avec succès plus de dix mille patients au Rusk Institute en les informant de ses convictions psychologiques et émotionnelles face à la douleur et aux symptômes. La théorie de Sarno est en partie que la douleur ou les symptômes gastro-intestinaux sont une « distraction » inconsciente qui aide à réprimer les problèmes émotionnels profonds et inconscients. Il pense que lorsque les patients réfléchissent à ce qui peut les perturber dans leur inconscient, ils peuvent vaincre la stratégie de leur esprit pour réprimer ces émotions puissantes. Quand les symptômes sont vus pour ce qu'ils sont, ils ne servent plus à rien et ils disparaissent. Les tenants du travail de Sarno émettent l'hypothèse d'une difficulté inhérente à la réalisation des essais cliniques nécessaires pour prouver ou infirmer le diagnostic, car il est difficile d'utiliser des essais cliniques portant sur des maladies psychosomatiques.

## Études statistiques du traitement de TMS
Les livres de John E. Sarno décrivent deux enquêtes de suivi auprès de ses patients atteints de TMS. La première, en 1982, a interrogé 177 patients sélectionnés au hasard parmi ceux de Sarno traités au cours des trois années précédentes. 76% ont déclaré mener une vie normale et sans douleur. Une deuxième étude de suivi en 1987 a restreint la population enquêtée aux personnes présentant des hernies discales identifiées par scanner ; 88% des 109 patients sélectionnés au hasard ont déclaré ne pas avoir de douleur un à trois ans après le traitement de la TMS.
En 2007, David Schechter, médecin et ancien élève et assistant de recherche de Sarno, a publié une étude évaluée par des pairs sur le traitement de la TMS, montrant une réduction de 54% des scores d'intensité de la douleur chez une cohorte de 51 patients souffrant de douleurs chroniques, dont la durée moyenne de la douleur avant l’étude était de 9 ans. En termes de signification statistique et de taux de réussite, l’étude a surpassé des études similaires portant sur d’autres interventions psychologiques pour des douleurs chroniques au dos. Cependant, l'étude est parue dans Alternative Therapies in Health and Medicine, une revue qui accepte à la fois les articles évalués par des pairs et non évalués. Le site web de la revue préconise de nombreuses pseudosciences qui ont été démystifiées par les revues médicales grand public.

## Patients notables
Parmi les patients notables de John E. Sarno figurent les personnalités de la radio comme Howard Stern et Tom Scharpling, le comédien Larry David, l'actrice Anne Bancroft, le cinéaste Terry Zwigoff, le co-présentateur de 20/20 John Stossel, l'écrivain de télévision Janette Barber, et l'acteur de soprano Michael Imperioli. Beaucoup d'entre eux ont fait l'éloge de John E. Sarno et de son travail,. Stern a consacré son premier livre en partie à Sarno. Stern, David et Stossel figurent dans un documentaire sur Sarno.

## Audition devant le comité sénatorial américain sur la santé, l'éducation et les pensions
Le 14 février 2012, John E. Sarno a comparu devant le Comité sénatorial américain de la santé, de l'éducation et des pensions dans le cadre d'une audition intitulée « Pain in America: Exploring Challenges to Relief ». Le comité était présidé par le sénateur Tom Harkin (D-Iowa), qui était très favorable au lien corps-esprit adopté par Sarno sur la base de son expérience personnelle et de celle d’une nièce atteinte de fibromyalgie. Le Comité a ensuite publié les transcriptions des témoignages de Sarno et des autres témoins, ainsi qu'un enregistrement vidéo de l'audience.

## Ouvrages
John E. Sarno a écrit sur son expérience dans le domaine dans son premier livre sur le TMS, Mind Over Back Pain. Son deuxième livre, Healing Back Pain: The Mind-Body Connection s'est vendu à plus de 150 000 exemplaires. Le livre le plus récent de Sarno, The Divided Mind: The Epidemic of Mindbody Disorders, comporte des chapitres rédigés par six autres médecins et aborde l'ensemble du spectre des troubles somatoformes et l'histoire de la médecine psychosomatique psychanalytique.